# Elisabeth Edberg
Jytte Elisabeth Edberg Deveril, oprindeligt navn Edberg Jørgensen, (født 7. oktober 1947 i Kolding, død 9. januar 2006) var en dansk sangerinde og sangskriver, der blev særligt kendt for sin fortolkning af sangen "Eviva España". Siden Edberg som 13-årig vandt en amatørkonkurrence på forlystelsesstedet Marienlund i Kolding beskæftigede hun sig med sang. Hun optrådte på flere restauranter i København, og optrådte derefter på amerikanske militærbaser i Tyskland, Holland, Belgien og Italien. Hun kom siden hen til Dyrehavsbakken.
Hun fik sin pladedebut i 1970 med sangen "Prik, prik, komma, streg", og efter flere hits på dansktoppen fik hun størst succes med sin coverversion af "Eviva España" fra 1973, der er oprindeligt er skrevet af Leo Caert med dansk tekst af Viggo Happel. Elisabeth Edberg blev i 1977 medlem af Svend Nicolaisens band og havde sideløbende jobs med andre grupper. I 1990'erne indspillede hun sange med Asterix, der var et dansktopband. Edberg skrev løbende sange og var helt aktiv frem til sin død af kræft i 2006. Under sygdommen skrev hun sangen "Fremmed i min by", men nåede ikke at indspille den selv. Susanne Lana fik den i stedet ovedraget og hittede med den i 2007.
Hun var gift med pianisten Arly Deveril. Elisabeth Edberg er begravet på Karlslunde Kirkegård.